# Dismorfins
Els dismorfins (Dismorphiinae) són una subfamília de lepidòpters papilionoïdeus de la família dels pièrids (Pieridae). Hi ha aproximadament 100 espècies dins 7 gèneres, distribuïdes principalment a la zona neotropical, de les quals només una espècie es troba a Amèrica del Nord i un gènere, Leptidea, a la zona paleàrtica.

## Gèneres
- Dismorphia Hübner, 1816
- Enantia Hübner, [1819]
- Lieinix Gray, 1832
- Leptidea Billberg, 1820
- Moschoneura Butler, 1870
- Patia Klots, 1933
- Pseudopieris Godman & Salvin, [1890]

## Galeria

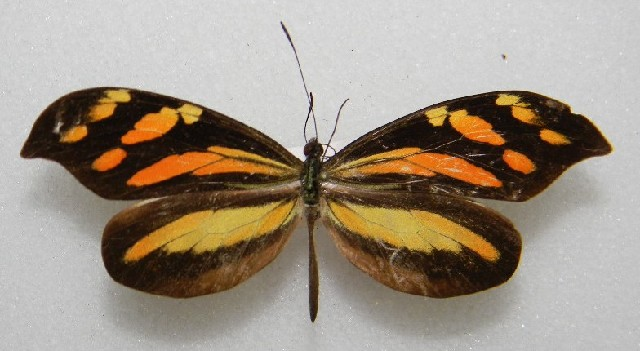
Dismorphia spio
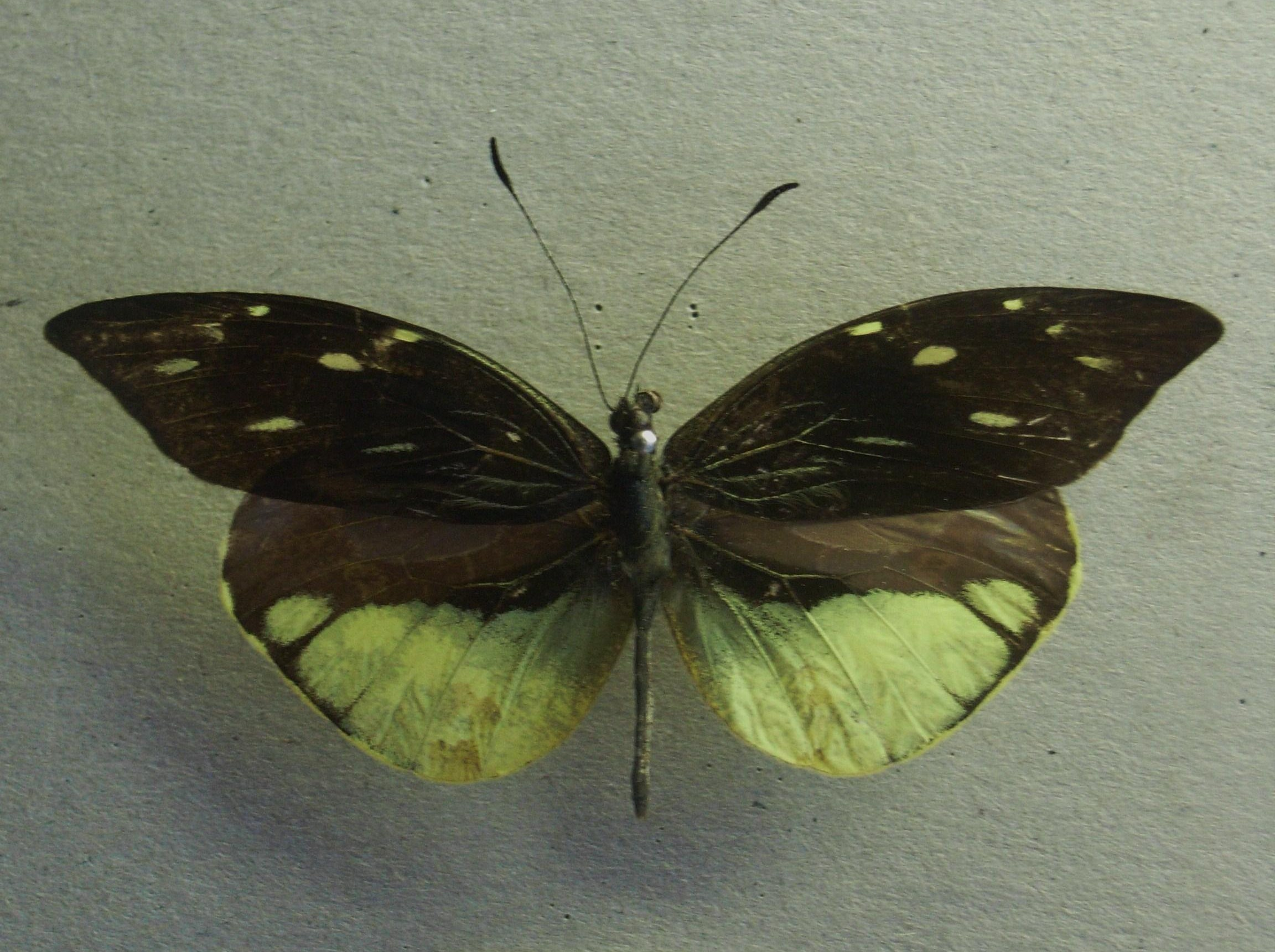
Lienix nemesis
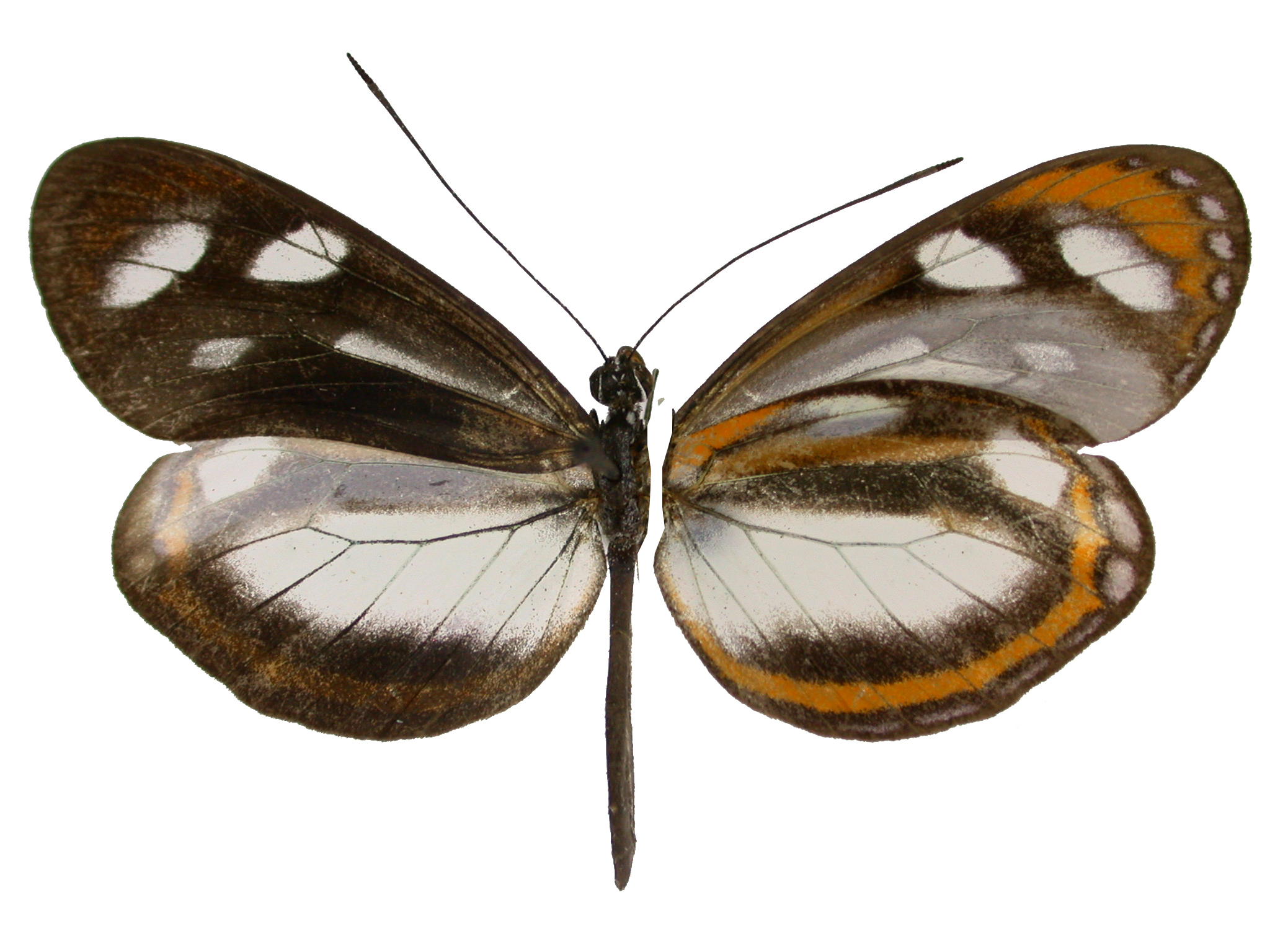
Dismorphia theucarilla
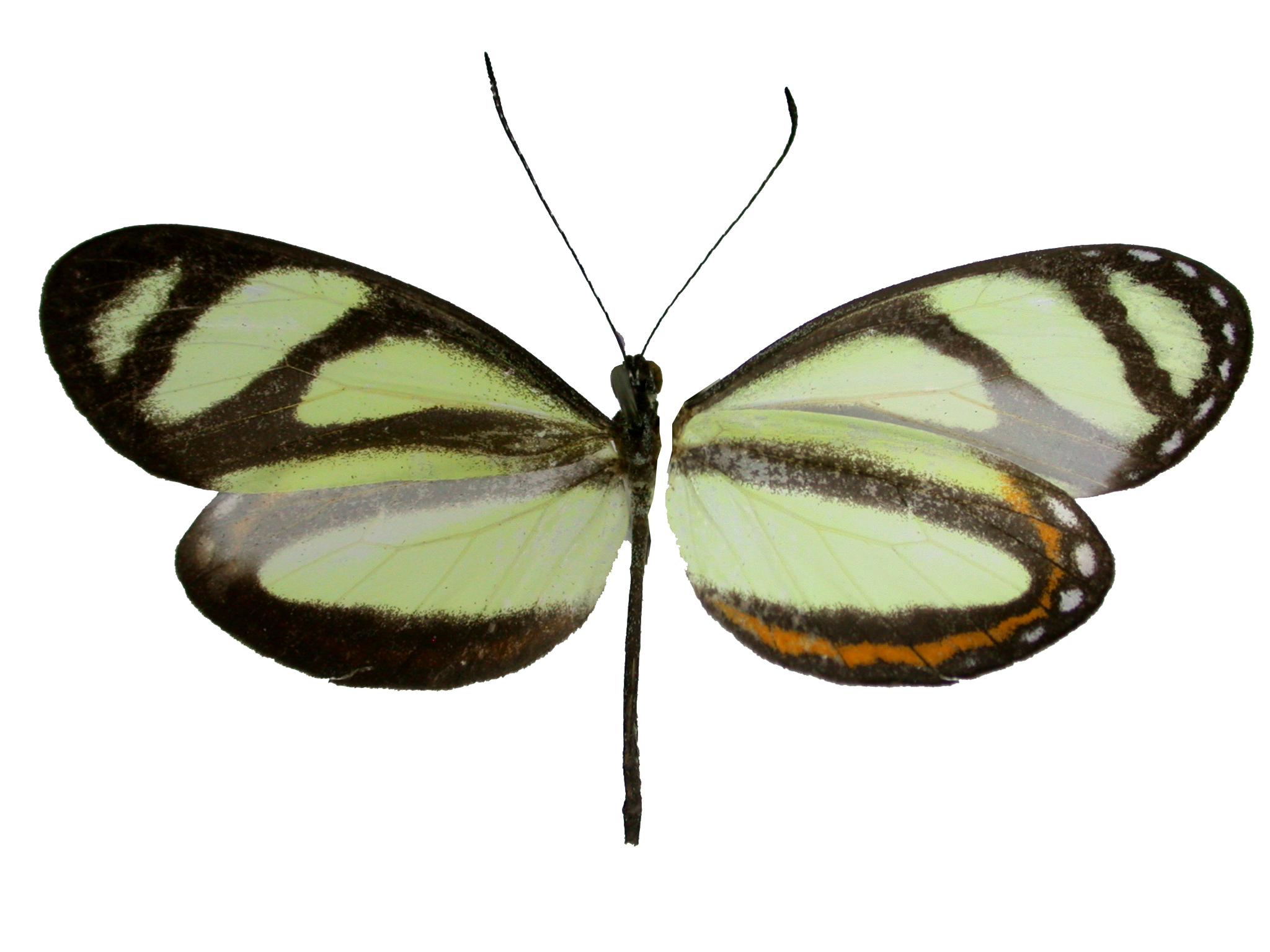
Moschoneura pinthous
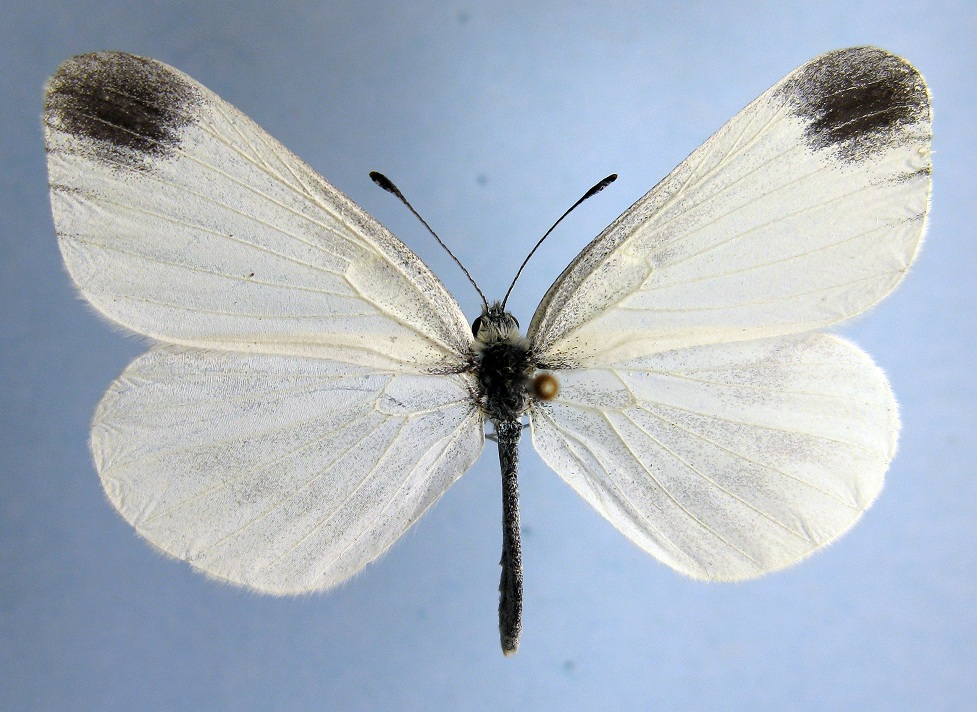
Leptidea juvernica
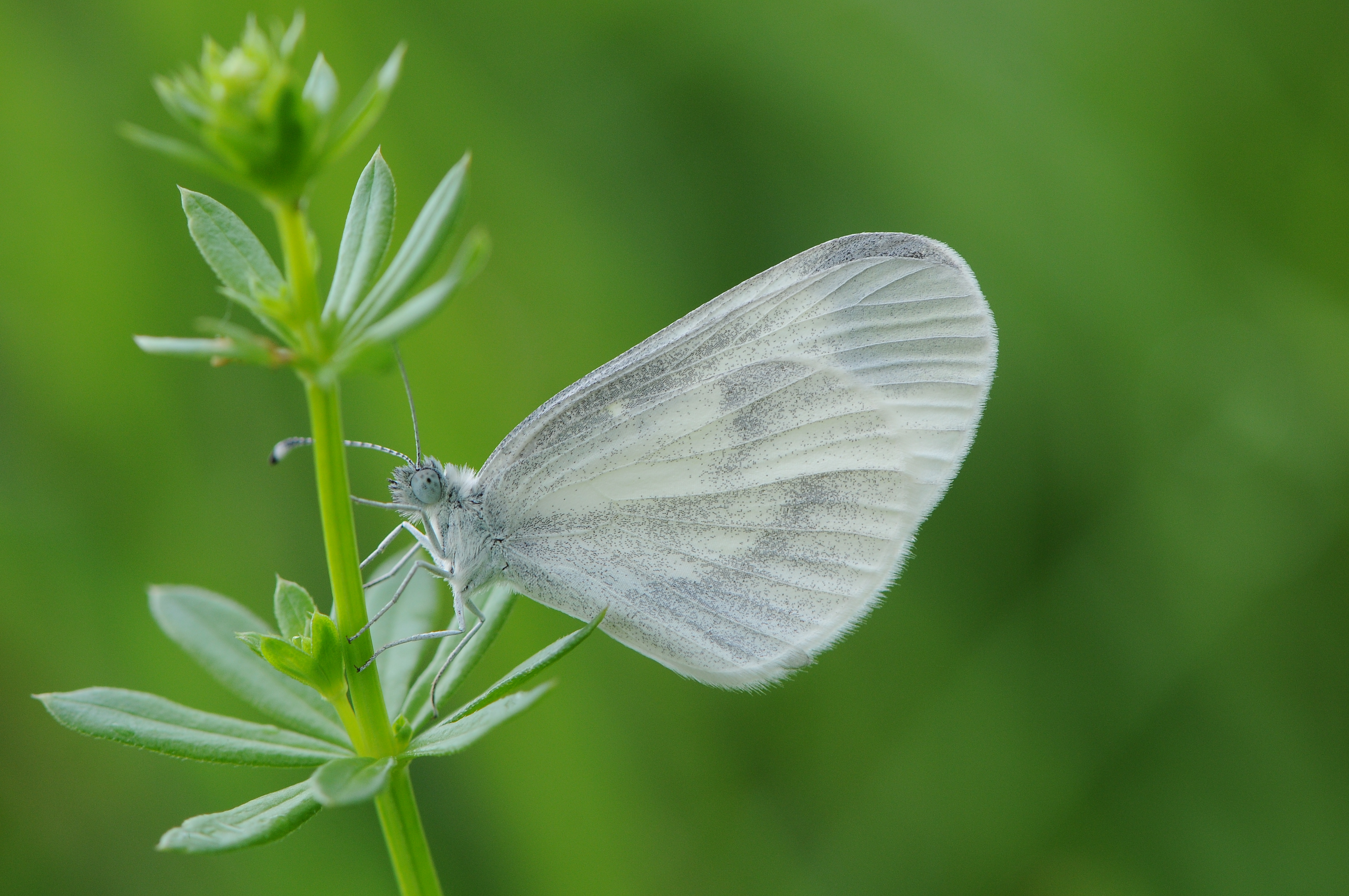
Leptidea sinapis